# Qingdao Red Lions FC
Qingdao Red Lions Football Club is een voetbalclub uit de stad Qingdao in de provincie Shandong van China. De club heeft haar thuisbasis in het Laixi Sports Center in de stad Laixi, dat onderdeel is van de gemeente Qingdao. Qingdao Red Lions heeft een jeugdopleiding welke actief is in Laixi en in diverse districten van de gemeente Qingdao.
Qingdao Red Lions werd begin 2016 opgericht en trad vervolgens toe tot de amateurcompetitie. In 2018 wist het te promoveren naar het derde niveau van het Chinese profvoetbal. Red Lions is een zusterclub van het Australische Adelaide United.

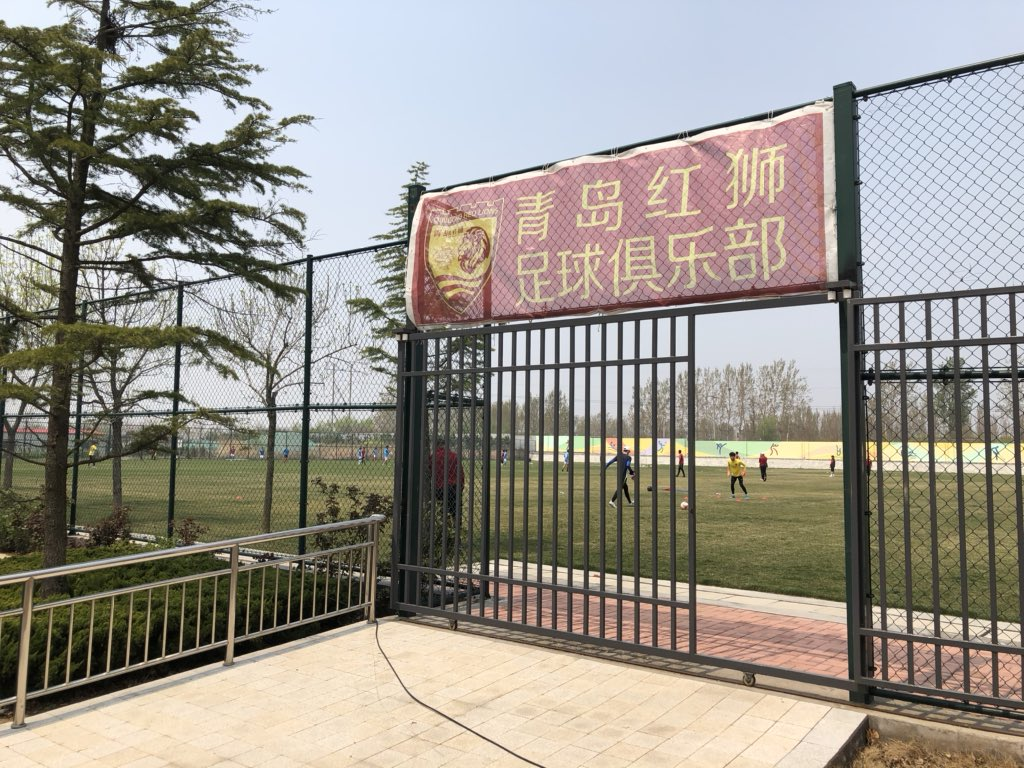
Red Lions Trainingscentrum in het Laixi Sports Center in Qingdao

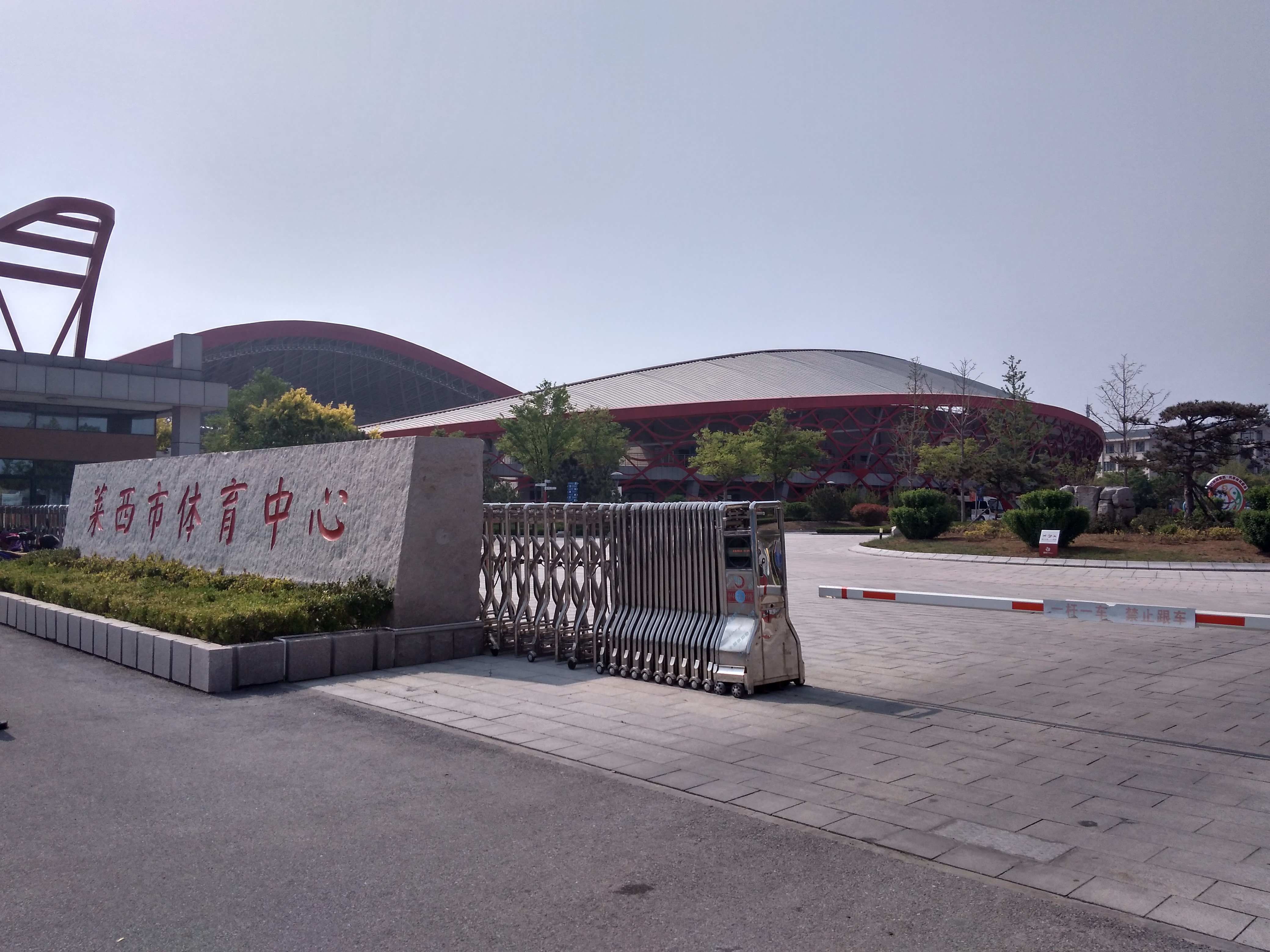
Laixi Sports Center met daarin het voetbalstadion

## Hoofdcoaches
- Jan Poortvliet (2016)
- Gert Heerkes (2017)
- Guo ZuoJin (2018)
- Tomaž Kavčič (2019)
- Javier Muñoz (2020)

## Bekende (ex-)spelers
- David Löfquist
- Milan Perić
- Kwame Quansah
- Qiu ZhongHui
- Shi HanJun